# Neopsylla sondaica
Neopsylla sondaica är en loppart som beskrevs av Jordan 1931. Neopsylla sondaica ingår i släktet Neopsylla och familjen mullvadsloppor. Inga underarter finns listade i Catalogue of Life.